# موز جويني
موز جويني (الاسم العلمي: Musa juwiniana) هو نوع من النباتات يتبع جنس الموز من فصيلة الموزية.